# Enargia angulago
Enargia angulago är en fjärilsart som beskrevs av Adrian Hardy Haworth 1809. Enargia angulago ingår i släktet Enargia och familjen nattflyn. Inga underarter finns listade i Catalogue of Life.